# Liste der Naturdenkmale im Amt Recknitz-Trebeltal
Die Liste der Naturdenkmale im Amt Recknitz-Trebeltal nennt die Naturdenkmale im Amt Recknitz-Trebeltal im Landkreis Vorpommern-Rügen in Mecklenburg-Vorpommern.

## Bad Sülze
| Bild | Nr. | Bezeichnung  | Standort                                                         | Beschreibung | Schutzzweck | Verordnung |
| ---- | --- | ------------ | ---------------------------------------------------------------- | ------------ | ----------- | ---------- |
| BW   | 6/1 | Linde        | Bad Sülze Karl-Liebknecht-Straße (54° 6′ 36,8″ N, 12° 39′ 49″ O) |              |             |            |
| BW   | 6/2 | Rosskastanie | Bad Sülze Achternstieg (54° 6′ 33,7″ N, 12° 39′ 22,4″ O)         |              |             |            |
| BW   | 6/3 | Rotbuche     | Redderstorf Gutspark (N) (54° 6′ 29,2″ N, 12° 38′ 4″ O)          |              |             |            |
| BW   | 6/4 | Rotbuche     | Redderstorf Gutspark (S) (54° 6′ 28,4″ N, 12° 38′ 3,8″ O)        |              |             |            |
| BW   | 6/5 | Stieleiche   | Redderstorf Gutspark (N) (54° 6′ 29,5″ N, 12° 38′ 4,6″ O)        |              |             |            |
| BW   | 6/6 | Stieleiche   | Redderstorf Gutspark (O) (54° 6′ 29,1″ N, 12° 38′ 5,9″ O)        |              |             |            |

## Dettmannsdorf
| Bild | Nr.  | Bezeichnung | Standort                                       | Beschreibung | Schutzzweck | Verordnung |
| ---- | ---- | ----------- | ---------------------------------------------- | ------------ | ----------- | ---------- |
| BW   | 25/1 | Lebensbaum  | Dudendorf Gut (54° 5′ 31,3″ N, 12° 35′ 2,5″ O) |              |             |            |
| BW   | 25/2 | Rotbuche    | Dudendorf Gut (54° 5′ 32,6″ N, 12° 35′ 4,7″ O) |              |             |            |

## Deyelsdorf
| Bild | Nr.  | Bezeichnung | Standort                                                                      | Beschreibung | Schutzzweck | Verordnung |
| ---- | ---- | ----------- | ----------------------------------------------------------------------------- | ------------ | ----------- | ---------- |
| BW   | 21/1 | Rotbuche    | Deyelsdorf Gutspark (54° 2′ 37,7″ N, 12° 49′ 33,3″ O)                         |              |             |            |
| BW   | 21/2 | Stieleiche  | Deyelsdorf Dorfstraße, ostsüdöstlich Gutspark (54° 2′ 35,3″ N, 12° 49′ 37″ O) |              |             |            |
| BW   | 21/3 | Stieleiche  | Deyelsdorf Dorfstraße, südöstlich Gutspark (54° 2′ 35,2″ N, 12° 49′ 35,8″ O)  |              |             |            |
| BW   | 21/4 | Stieleiche  | Deyelsdorf Dorfstraße, Südostecke Gutspark (54° 2′ 35,2″ N, 12° 49′ 33,3″ O)  |              |             |            |
| BW   | 21/5 | Stieleiche  | Deyelsdorf Dorfstraße, Südrand Gutspark (54° 2′ 35,1″ N, 12° 49′ 31″ O)       |              |             |            |

## Drechow
| Bild | Nr.  | Bezeichnung | Standort                                                 | Beschreibung | Schutzzweck | Verordnung |
| ---- | ---- | ----------- | -------------------------------------------------------- | ------------ | ----------- | ---------- |
| BW   | 26/1 | Stieleiche  | Drechow Tribseer Straße (54° 8′ 32,3″ N, 12° 48′ 3,3″ O) |              |             |            |

## Eixen
| Bild | Nr.  | Bezeichnung | Standort                                                            | Beschreibung | Schutzzweck | Verordnung |
| ---- | ---- | ----------- | ------------------------------------------------------------------- | ------------ | ----------- | ---------- |
| BW   | 26/1 | Stieleiche  | Eixen Barther Straße 12 (54° 10′ 35,5″ N, 12° 44′ 20,4″ O)          |              |             |            |
| BW   | 72/1 | Stieleiche  | Ravenhorst L 23 (Barther Straße) (54° 13′ 25,6″ N, 12° 43′ 56,2″ O) |              |             |            |

## Grammendorf
| Bild | Nr.  | Bezeichnung | Standort                                 | Beschreibung | Schutzzweck | Verordnung |
| ---- | ---- | ----------- | ---------------------------------------- | ------------ | ----------- | ---------- |
| BW   | 31/1 | Flatterulme | Rodde (53° 58′ 51,8″ N, 12° 53′ 26,4″ O) |              |             |            |
| BW   | 31/2 | Stieleichen | Rodde (53° 59′ 4″ N, 12° 53′ 23,4″ O)    |              |             |            |
| BW   | 31/3 | Rotbuche    | Rodde (53° 59′ 5,7″ N, 12° 54′ 4,7″ O)   |              |             |            |

## Gransebieth
| Bild | Nr.  | Bezeichnung | Standort                                      | Beschreibung | Schutzzweck | Verordnung |
| ---- | ---- | ----------- | --------------------------------------------- | ------------ | ----------- | ---------- |
| BW   | 32/1 | Stieleiche  | Gransebieth (54° 4′ 59,3″ N, 12° 54′ 30,7″ O) |              |             |            |

## Hugoldsdorf
In diesem Ort sind keine Naturdenkmale bekannt.

## Lindholz
| Bild | Nr.  | Bezeichnung  | Standort                                              | Beschreibung | Schutzzweck | Verordnung |
| ---- | ---- | ------------ | ----------------------------------------------------- | ------------ | ----------- | ---------- |
| BW   | 12/1 | Rotbuche     | Breesen (54° 2′ 53,8″ N, 12° 39′ 43,3″ O)             |              |             |            |
| BW   | 12/3 | Linde        | Breesen (54° 2′ 58,9″ N, 12° 40′ 1,6″ O)              |              |             |            |
| BW   | 53/1 | Rotbuche     | Nütschow Am Schloss (54° 3′ 46,4″ N, 12° 41′ 51″ O)   |              |             |            |
| BW   | 53/2 | Rosskastanie | Nütschow Am Schloss (54° 3′ 46,4″ N, 12° 41′ 52,2″ O) |              |             |            |

## Tribsees
| Bild | Nr.  | Bezeichnung | Standort                                        | Beschreibung | Schutzzweck | Verordnung |
| ---- | ---- | ----------- | ----------------------------------------------- | ------------ | ----------- | ---------- |
| BW   | 85/1 | Rotbuche    | Landsdorf Gut (54° 7′ 18,2″ N, 12° 44′ 33,3″ O) |              |             |            |